# 溶劑儲存櫃
在化學實驗室中，溶劑儲存櫃是指經過適當標記和配置的化學品存儲櫃，用於存儲溶劑（尤其是可燃的溶劑）。
溶劑儲存櫃應把酸性溶劑與鹼性溶劑分開放置（由於兩者性質不相容），一些用於運輸化學品的貨車配備了內置的溶劑儲存櫃。
溶劑儲存櫃必須具備多種安全功能。應保持充分的通風，以防止釋放過多的煙霧。它要具備防火的能力，並遠離火源，接地（以防止產生火花和靜電）。